# Fluvitrygon
A Fluvitrygon a porcos halak (Chondrichthyes) osztályának sasrájaalakúak (Myliobatiformes) rendjébe, ezen belül a tüskésrájafélék (Dasyatidae) családjába tartozó nem.

## Rendszerezés
A nembe az alábbi 3 élő faj tartozik:
- Fluvitrygon kittipongi (Vidthayanon & Roberts, 2005)
- Fluvitrygon oxyrhynchus (Sauvage, 1878)
- Fluvitrygon signifer (Compagno & Roberts, 1982) - típusfaj